# يو إف سي على إي إس بي إن: بلانشفيلد ضد فيوروت
يو إف سي على إي إس بي إن: بلانشفيلد ضد فيوروت (بالإنجليزية: UFC on ESPN: Blanchfield vs. Fiorot)‏ هو حدث لفنون القتال المختلطة نظمته يو إف سي، أُقيم في 30 مارس 2024، على قاعة بوردووك في أتلانتيك سيتي، نيوجيرسي، الولايات المتحدة.